# Kiga (langue)
Pour les articles homonymes, voir Kiga.
Pour les articles ayant des titres homophones, voir Chiga.
Le kiga, aussi appelé rukiga ou chiga, est une langue bantoue parlée par la population kiga en Ouganda. Depuis les années 1990, le gouvernement ougandais promeut le kitara, une langue basée sur le kiga et d’autres langues proches (nyoro, nkore, toro).

## Écriture
Une orthographe standardisée utilisant l’alphabet latin, partagée avec le nkore avec quelques différences mineures, a été produite lors de la conférence linguistique de 1954 à Mbarara.
| a | b | c | d | e | f | g | h | i | j | k | m | n | o | p | r | s | t | u | v | w | y | z |